# Атланта (Мічиган)
Атланта (англ. Atlanta) — переписна місцевість (CDP) в США, в окрузі Монтморенсі штату Мічиган. Населення — 720 осіб (2020).

## Географія
Атланта розташована за координатами 45°0′9″ пн. ш. 84°9′20″ зх. д. / 45.00250° пн. ш. 84.15556° зх. д. (45.002564, -84.155448).  За даними Бюро перепису населення США в 2010 році переписна місцевість мала площу 8,94 км², з яких 8,52 км² — суходіл та 0,43 км² — водойми.

## Демографія
Згідно з переписом 2010 року, у переписній місцевості мешкало 827 осіб у 360 домогосподарствах у складі 215 родин. Густота населення становила 92 особи/км².  Було 576 помешкань (64/км²).
Расовий склад населення:
| - 97,7 % — білих - 0,6 % — азіатів - 0,1 % — чорних або афроамериканців |

До двох чи більше рас належало 1,6 %. Частка іспаномовних становила 1,1 % від усіх жителів.
За віковим діапазоном населення розподілялося таким чином: 18,7 % — особи молодші 18 років, 60,6 % — особи у віці 18—64 років, 20,7 % — особи у віці 65 років та старші. Медіана віку мешканця становила 47,1 року. На 100 осіб жіночої статі у переписній місцевості припадало 107,3 чоловіків;  на 100 жінок у віці від 18 років та старших — 103,0 чоловіків також старших 18 років.
Середній дохід на одне домашнє господарство  становив 33 359 доларів США (медіана — 24 865), а середній дохід на одну сім'ю — 44 720 доларів (медіана — 35 000). Медіана доходів становила 26 023 долари для чоловіків та 24 375 доларів для жінок. За межею бідності перебувало 24,9 % осіб, у тому числі 23,4 % дітей у віці до 18 років та 10,2 % осіб у віці 65 років та старших.
Цивільне працевлаштоване населення становило 316 осіб. Основні галузі зайнятості: мистецтво, розваги та відпочинок — 23,4 %, виробництво — 21,8 %, роздрібна торгівля — 18,0 %.